# Bolesno grinje
Bolesno grinje je grindcore sastav iz Pule.

## Povijest sastava
Sastav je osnovan 2000. godine. Do sada su objavili četiri studijska albuma, izdanih pod EBM Records i Deathbag etiketom, te dva split albuma, jedan sa slovenskim sastavom Sodn' Dan (Humanita Nova/DIY), a drugi s pulskim Mercenary Cockroach (EBM Records).

## Postava sastava
- Angeri - vokal
- Jule - gitara
- Hoc - bas-gitara
- Luže - bubnjevi

Bivši članovi
- Rio - bubnjevi (2000. – 2010.)
- Mrki - gitara (2000. – 2002.)

## Diskografija
Studijski albumi
- Pobjeda je naša (EBM Records, 2005.)
- Od nesvijesti do grinda (EBM Records, 2006.)
- Nitko nas ne vidi...ali mi ipak postojimo (Deathbag, 2006.)
- Krvave ruke...krvavi novac (EBM Records, 2009.)
- Grinje!Grinje!Grinje! (DIY, 2011.)
- 13 (Fucking Kill Records, Sumoggu Records, Obscene Productions, Vječni Rat, Subwix, Blackout Brigade, Neanderthal Stench, Cryptic Grind, 2013.)
- Chronicles from the tomb (Panda Banda, Fucking Kill Rec, SM Musik, Power From Hell Rec, Neanderthal Stench, Obscene Productions, Rest of Noise Prod, Legs Akimbo Rec, Cryptic Grind, Sumoggu Rec, Blackout Brigade, 2014.)
- GRD (2016.)

EP-ovi
- -1 Mozak - EP (DIY, 2007.)
- Panxiozm EP (2017.)

Split albumi
- Bolesno Grinje / Sodn'n'Dan - split LP (Humanita nova/DIY, 2003.)
- Bolesno Grinje / Mercenary Cockroach - split CD (EBM Records, 2008.)

## Vanjske poveznice
- Službena stranica  Arhivirana inačica izvorne stranice od 27. siječnja 2010. (Wayback Machine)
- Myspace stranica
- Facebook